# Necremnus phaeochromus
Necremnus phaeochromus är en stekelart som beskrevs av Storozheva 1989. Necremnus phaeochromus ingår i släktet Necremnus och familjen finglanssteklar.
Artens utbredningsområde är Kazakstan. Inga underarter finns listade i Catalogue of Life.